# رورشاخ (کمیک)
رورشاخ (یا رورشاک) (به انگلیسی: Rorschach) با نام اصلی والتر ژوزف کُوَکس، یک شخصیت خیالی ضدقهرمان در کتاب‌های داستان مصور آمریکایی انتشارات دی‌سی کامیکس است. شخصیت رورشاک توسط نویسنده آلن مور و طراح دِیو گیبنز خلق شده‌است که برای اولین بار در شمارهٔ ۱ از مینی‌سریال واچ‌مِن (سپتامبر ۱۹۸۶) حضور پیدا کرد. مانند دیگر شخصیت‌های اصلی مجموعه، او نیز بر اساس شخصیت‌های «پرسش» از چارلتون کامیکس و «مِستر. اِی» (هر دو ساختهٔ استیو دیتکو) نگاشته شده‌است.
در حالی که این مجموعه دارای فهرستی از شخصیت‌های اصلی به صورت گروهی است، برخی افراد رورشاک را به عنوان قهرمان اصلی داستان در نظر می‌گیرند که در نقش راوی بیشتر روایت را جلو می‌برد. در آغاز داستان، او تنها مأمور خودخوانده نقابدار باقی‌مانده و فعال محسوب می‌شد که توسط دولت استخدام نشده بود. ماسک رورشاخ به طور مداوم لکه‌های مرکب را بر اساس شکل‌گیری و طرح مورد استفاده در تست رورشاخ، همراه با رنگ سیاه و سفید ماسک که احساس نامتناقض و دیدگاه دوپاره‌سازی رورشاک را نمایش می‌دهد.
جکی ارل هیلی نقش شخصیت رورشاک را در فیلم نگهبانان (۲۰۰۹) به کارگردانی زک اسنایدر ایفا کرده است.

## زندگینامه ساختگی شخصیت
رُورشَک عنوان یک مأمور خودخوانده به نام والتر ژوزف کُوَکس، زادهٔ ۲۱ مارس ۱۹۴۰ است. مادرش سیلویا کُوَکس تن‌فروشی بود که به دلیل دخالت والتر در کسب و کارش، او را به شدت مورد آزار قرار می‌داد. پدرش هرگز از وجود والتر با خبر نشد و هیچ اطلاعاتی از او در دسترس نمی‌باشد به غیر از اینکه او علاقه زیادی به سی و سومین رئیس جمهور آمریکا، هری ترومن داشت و دیگر آنکه نامش چارلی بود. در سن ۱۰ سالگی، والتر با دو فرد قلدر که او را مورد آزار قرار داده بودند، وارد درگیری خشونت‌آمیزی می‌شود و با سیگاری روشن چشم یکی از آن‌ها را نابینا می‌کند. والتر توسط دولت محجور شناخته شده و از حفاظت مادرش خارج می‌شود و به «خانه لی‌لیون چارلتون برای کودکان مشکل‌ساز» واقع در نیوجرسی منتقل می‌گردد. والتر در آنجا به سرعت پیشرفت می‌کرد و در زمینهٔ آموزش‌های مذهبی، فلسفه مدرسی، ادبیات و همچنین در ورزش‌های ژیمناستیک و بوکس غیرحرفه‌ای نسبت به دیگران برتری داشت.
او همچنین مقاله‌ای با مضمون ستایش تصمیم رئیس جمهور ترومن در استفاده از جنگ‌افزار هسته‌ای علیه شهرهای هیروشیما و ناگاساکی نوشت، و اظهار داشت این بمب‌ها با توقف جنگ جان هزاران نفر را نجات داد. در سال ۱۹۵۶، و در حالی که تنها ۱۶ ساله بود، خانه لی‌لیون چارلتون را ترک نمود و در یک فروشگاه لباس به کار دوزندگی مشغول شد.